# Jacaratia chocoensis
Jacaratia chocoensis là một loài thực vật có hoa trong họ Caricaceae. Loài này được A.H. Gentry & Forero mô tả khoa học đầu tiên năm 1984.